# Septoria expansa
Septoria expansa är en svampart som beskrevs av Niessl 1883. Septoria expansa ingår i släktet Septoria och familjen Mycosphaerellaceae.   Inga underarter finns listade i Catalogue of Life.